# Rue Raes-de-Heers
La rue Raes-de-Heers est une rue ancienne du quartier d'Outremeuse à Liège en Belgique (région wallonne). 

## Odonymie
Au XVIIe siècle, la famille Raes était propriétaire d'une brasserie de la rue. Heers est une commune de la province de Limbourg proche de Saint-Trond dont cette famille était probablement originaire comme, deux siècles auparavant, le bourgmestre de Liège Raes de Heers (1418-1477).

## Description
Cette courte voie plate, rectiligne et pavée d'une longueur d'environ 65 m est une artère qui applique un sens unique de circulation automobile dans le sens de la rue Rouleau vers la rue Puits-en-Sock.

## Patrimoine
Un immeuble de la rue est repris sur la liste du patrimoine immobilier classé de Liège depuis 1964. Il s'agit de la petite maison sise au no 4, construite au cours du XVIIe siècle et constituée d'une façade en brique et colombages formant onze croix de saint André. Le rez-de-chaussée commercial et les différentes baies de la façade ont été complètement modernisés.

## Voiries adjacentes
- Rue Puits-en-Sock
- Rue Rouleau

### Source et lien externe
- Claude Warzée, « Outremeuse », sur Histoires de Liège (consulté le 24 février 2019)